# فوزي الحسيني
فوزي درويش الحسيني (توفي عام 1946) كان شخصية سياسية فلسطينية بارزة خلال فترة الانتداب البريطاني على فلسطين. عُرف بقيادته لجمعية فلسطين الجديدة، والتي سعت إلى إقامة دولة فلسطينية للقومية الثنائية تجمع العرب واليهود تحت إطار سياسي مشترك.

## سيرته
كان الحسيني قريبًا بعيدًا من المفتي أمين الحسيني. وفقًا للباحث نعوم تشومسكي، فقد شارك في أعمال الشغب التي اندلعت عام 1929 وسُجن أثناء ثورة 1936-1939. في سنواته الأخيرة، أصبح الحسيني مؤيدًا نشطًا للقومية الثنائية إلى جانب شخصيات مثل حاييم مارغوليس كالواريسكي.
في 11 نوفمبر 1946، وقع مع خمسة من القادة الفلسطينيين الآخرين اتفاقية رسمية مع المنظمات الصهيونية تحت رعاية رابطة التقارب والتعاون اليهودي العربي. كان قد ألقى خطابًا عامًا في حيفا دعا فيه إلى إقامة "دولة فلسطينية مستقلة ثنائية القومية" تحت رعاية الأمم المتحدة.

## اغتياله
اغتيل الحسيني في نوفمبر 1946 بتهمة الخيانة المزعومة للقضية الوطنية العربية الفلسطينية، بعد توقيعه على الاتفاقية مع الجهات الصهيونية ودعمه العلني لفكرة الدولة القومية، وهو ما اعتبر خروجًا عن الإجماع الوطني في تلك المرحلة.